# Nicolaas Philip Tendeloo

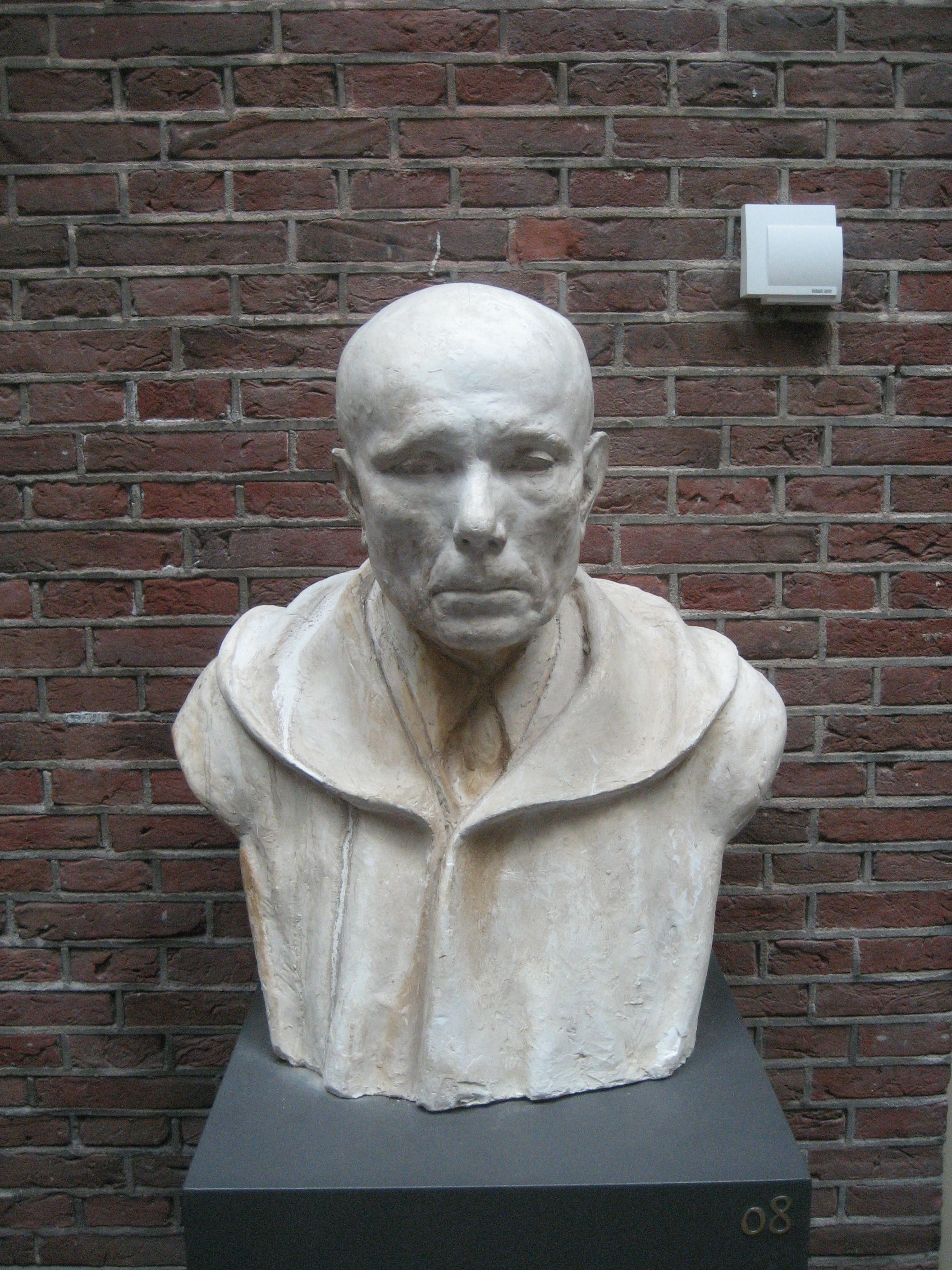
Nicolaas Philip Tendeloo (1864–1945), Büste (1929) des niederländischen Bildhauers Jobs Wertheim (1898–1977)

Nicolaas Philip Tendeloo (* 28. April 1864 in Ajermadidi; † 7. April 1945 in Oegstgeest) war ein niederländischer Pathologe.

## Leben
Nicolaas Philip Tendeloo wurde 1894 mit seiner Dissertation De Pathologie der Pharynxdivertikels an der Universität Leiden promoviert, war Prosektor am Stadtkrankenhaus in Rotterdam und wirkte in der Zeit von 1904 bis 1934 als Direktor des Pathologischen Instituts und ordentlicher Professor für allgemeine und pathologische Anatomie an der Universität in Leiden.
Nicolaas Philip Tendeloo wurde  am 29. Mai 1922 unter der Matrikel-Nr. 3472 als Mitglied  in die Deutsche Akademie der Naturforscher Leopoldina und am 18. Mai 1928 in die Königlich Niederländische Akademie der Wissenschaften aufgenommen.

## Schriften
- De Pathologie der Pharynxdivertikels. Dissertation, Eduard Ijdo, Leiden 1894 (google.de)
- Studien über die Ursachen der Lungenkrankheiten. Bergmann, Wiesbaden 1902 (archive.org)
- Allgemeine Pathologie. Springer, Berlin 1919